# Franz Josst
Franz Josst (1815 - 1862) fue un botánico e ilustrador checo.
Fue un especialista en la familia de las orquídeas.

## Algunas publicaciones
- 1851. Beschreibung und Cultur Orchideen

## Eponimia
- (Orchidaceae) Oncidium josstianum Rchb.f.[1]